# Aonidomytilus incisus
Aonidomytilus incisus är en insektsart som beskrevs av Ferris 1943. Aonidomytilus incisus ingår i släktet Aonidomytilus och familjen pansarsköldlöss. Inga underarter finns listade i Catalogue of Life.